# Мьюзик-Роу
Мьюзик-Роу (англ. Music Row) — нейборхуд в городе Нэшвилл, где компактно сосредоточен музыкальный бизнес и прежде всего кантри-индустрия. Здесь на площади около 0,8 км² находятся офисы большинства крупнейших рекорд-лейблов, музыкальных издательств, организаций по управлению авторскими правами, а также студии звукозаписи и видеопродакшна, концертные агентства, музыкальные менеджеры, PR-фирмы и специальные подразделения банков для их обслуживания. Именно Мьюзик-Роу обеспечивает Нэшвиллу статус одной из мировых музыкальных столиц наряду с Нью-Йорком, Лос-Анджелесом и Лондоном. Также нейборхуд служит достопримечательностью для туристов и поклонников.
Хотя нейборхуд существовал ещё до начала XX века как место жительства научной, творческой и бизнес-элиты, его возникновение в качестве креативного центра принято отсчитывать с 1955 года. Тогда первый музыкальный бизнес здесь открыли братья Брэдли — Оуэн и Гарольд, а в 1957 году появилась знаменитая RCA Studio B под руководством Чета Аткинса. Несмотря на свою производственную функцию, Мьюзик-Роу имеет атмосферу кампуса или маленького городка и состоит преимущественно из малоэтажных строений. Значительную их часть составляют старинные двухэтажные дома, переделанные из резиденций в уютные офисы, в которых многие годы происходит сочинение и запись музыки.
С 2000-х годов на Мьюзик-Роу наблюдается отток бизнеса в другие районы, а в 2010-е остро встала проблема уничтожения старых зданий. Последняя привлекла широкое внимание общественности в 2014 году, когда едва не была снесена RCA Studio A, но студию оперативно перекупили и сохранили местные филантропы. С тех пор городские власти, эксперты и общественность ищут новые подходы к развитию нейборхуда с учётом его исторической значимости. В то же время ведётся работа по внесению строений в Национальный реестр исторических мест США. Среди других известных объектов на Мьюзик-Роу — Quonset Hut Studio / Columbia Studio A, парк Оуэна Брэдли и скульптура Musica.

## История нейборхуда

### Предпосылки возникновения
Вплоть до 1950-х годов Нэшвилл имел репутацию центра развлечений прежде всего благодаря музыкальной передаче Grand Ole Opry, которую с 1925 года передавала радиостанция WSM. Эти живые выступления в прямом эфире привлекали тысячи слушателей, сделав программу лидером радиоформата barn dance, а зал Ryman Auditorium, на сцене которого и проходили концерты, обзавёлся неформальным статусом «храма музыки кантри». В 1939 году компания NBC своими радиотрансляциями вывела передачу на общенациональный уровень, что дополнительно помогло закрепить имидж Нэшвилла как лидера музыки кантри и привлечь в город музыкантов, продюсеров, менеджеров по подбору артистов и репертуара (A&R) и музыкальных издателей. Так, одну из ключевых ролей в становлении Нэшвилла как центра музыкального бизнеса сыграло издательство Роя Экаффа и Фреда Роуза — Acuff-Rose Publishing — созданное здесь в декабре 1942 года.
После Второй мировой войны радиостанции начали открывать в Нэшвилле студии для записи и трансляции рекламы. Следом рекорд-лейблы также решили, что в «Городе музыки» записывать артистов дешевле и удобнее, чем в более привычных Нью-Йорке, Чикаго или Голливуде. Первопроходцем в декабре 1944 года стала RCA Victor, записавшая в Нэшвилле Эдди Арнольда. Затем в конце 1940-х Decca записывала в местных студиях WSM и Castle Recording Studio таких успешных артистов как Эрнест Табб, Ред Фоли, Китти Уэллс и Уэбб Пирс, подав таким образом пример конкурентам. Однако в те годы кантри-индустрия была ещё рассеяна по всему городу, а записи делались преимущественно в даунтауне. Всё изменилось с появлением Мьюзик-Роу — здесь благодаря таким продюсерам как Чет Аткинс и Дон Ло возникла особая студийная культура и узнаваемое звучание, получившее название Нэшвилл-саунд, и впервые привлёкшее к музыке кантри пристальное внимание массовой аудитории.

### Первый музыкальный бизнес

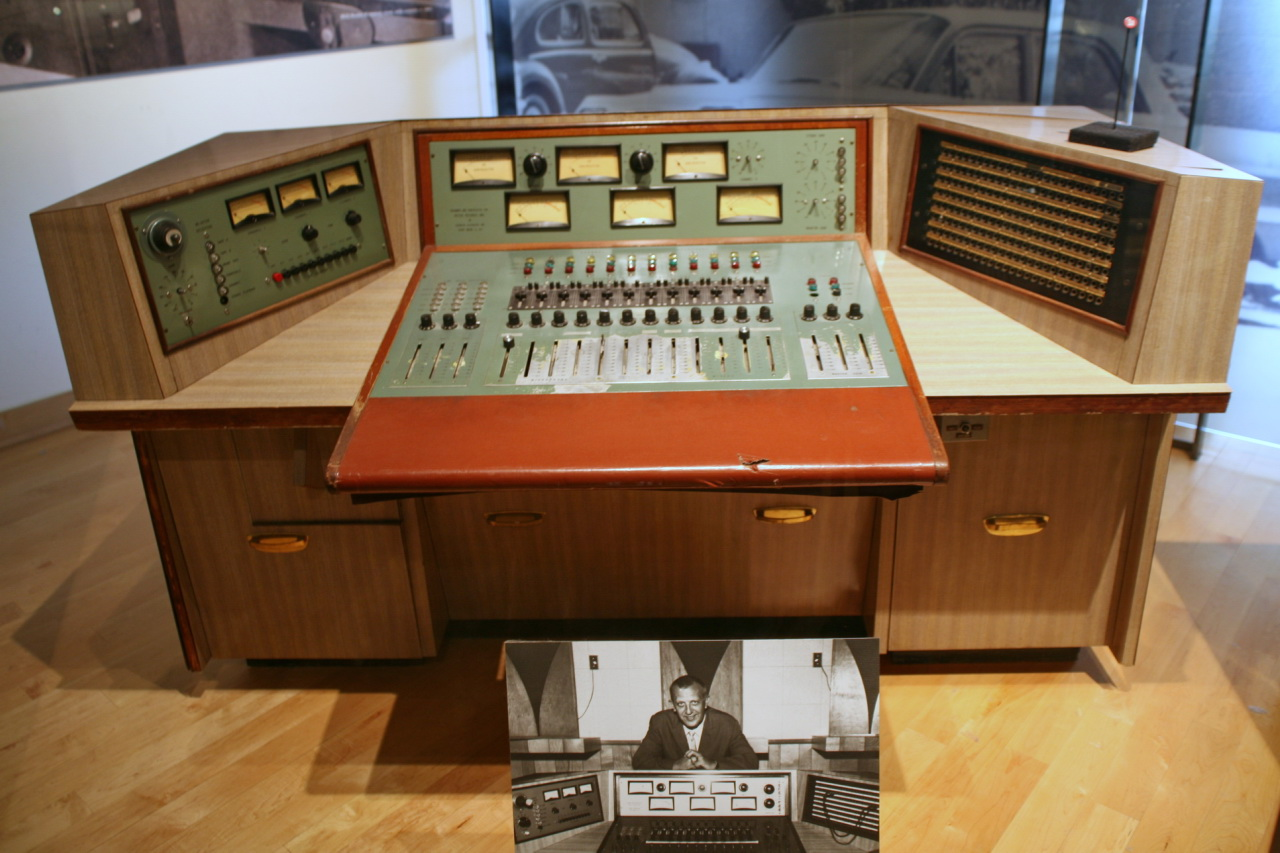
Консоль из Quonset Hut Studio братьев Брэдли в Зале славы и музее кантри.

Когда и кем было придумано название Мьюзик-Роу неизвестно. Нейборхуд существовал ещё до начала XX века как место компактного проживания локальной элиты — архитекторов, врачей, руководства колледжей и предпринимателей. Первая половина века однако стала для него периодом долгого и медленного упадка. Многие его резиденты разорились из-за Великой депрессии, а отток населения в пригороды после Второй мировой войны дополнительно ударил по престижу района. К 1955 году он являлся захолустьем с обветшавшими домами, общежитиями, дуплексами и несколькими мелкими торговыми предприятиями. Отсутствие парковок и прочие неудобства делали его непригодным для шоу-бизнеса: на тот момент музыка в районе звучала лишь в тент-ривайвлах на пустыре вблизи пересечения 16-й авеню и Дивижн (ныне именуется Оуэн Брэдли-парк).
Появление Мьюзик-Роу (первые годы он назывался Рекорд-Роу) принято отсчитывать с момента, когда братья Оуэн и Гарольд Брэдли открыли студию в доме № 804 по Южной 16-й авеню для нужд Пола Коэна — шефа кантри-подразделения Decca}. Они приобрели старый особняк за $7,5 тыс. в конце 1954 года, отреставрировали его и убрали пол первого этажа, создав в подвале студию с высоким потолком и эхо-камерой. Предприятие заработало в 1955 году, а к концу следующего в ней уже записывались хиты вроде «Gone» Ферлина Хаски. Вскоре братья потратили ещё около $7,5 тыс. и возвели на заднем дворе куонсетский ангар, который использовали сначала как киностудию (в частности, снимали шоу Country Style, USA), а позднее и для звукозаписи. Впоследствии её так и окрестили — Quonset Hut Studio и после ряда доработок она обрела культовый статус, затмив по известности и количеству записанных хитов оригинальную студию в доме. В порядке создания они стали известны соответственно как Studio A и Studio B.
Когда братья открыли студию на Южной 16-й авеню, конкуренты Пола Коэна — Дон Ло (Columbia) и Кен Нельсон (Capitol) — тоже начали проводить там сессии, записав соответственно кроссоверы вроде «Singing the Blues» Марти Роббинса и «Young Love» Сонни Джеймса. В 1957 году RCA Records оказался первым крупным лейблом, открывшим студию на Мьюзик-Роу. Это была знаменитая впоследствии RCA Studio B, принимавшая Элвиса Пресли, Эдди Арнольда, The Everly Brothers и многих других артистов. Она стала первой современной, возведённой с нуля, студией в Нэшвилле. Возглавил её (а затем и всё кантри-подразделение RCA) продюсер и гитарист Чет Аткинс. Находилась она в квартале от студии Брэдли — на пересечении Южной 17-й авеню и Хокинс (ныне — Рой Экафф-Плейс). Тогда же на Мьюзик-Роу переехали музыкальные издательства Hill and Range и Cedarwood Music. В 1958 году Оуэн Брэдли возглавил нэшвиллский офис Decca.
Сам нейборхуд привлёк индустрию низкими ценами на недвижимость и большими старинными особняками, которые можно было легко переделать под иные нужды. Кроме того, он находился близко к даунтауну, не являясь при этом его частью. В итоге музыка сочинялась и издавалась в этих просторных домах конца XIX — начала XX века с фацетированными стёклами на парадных дверях, узкими пешеходными дорожками на подходе и широким крыльцами, спрятанными в тени деревьев. Работа на Мьюзик-Роу в то время протекала легко и непринуждённо. Как вспоминал Оуэн Брэдли, приняв с утра решение о проведении рекорд-сессий, продюсер мог найти музыкантов и получить готовую запись уже после полудня — немыслимая практика, например, для 2010-х годов, когда участие в сессиях высококлассных музыкантов иногда приходилось планировать за месяцы. Топовых сессионщиков на Мьюзик-Роу обобщённо стали называть Nashville A-Team и первое поколение этой условной команды включало таких инструменталистов как Флойд Крамер, Бадди Харман, Грэйди Мартин, Хэнк Гарланд, Боб Мур, Рэй Эдентон и Гарольд Брэдли, а также бэк-вокальные группы The Jordanaires и The Anita Kerr Singers.

### Период активного развития

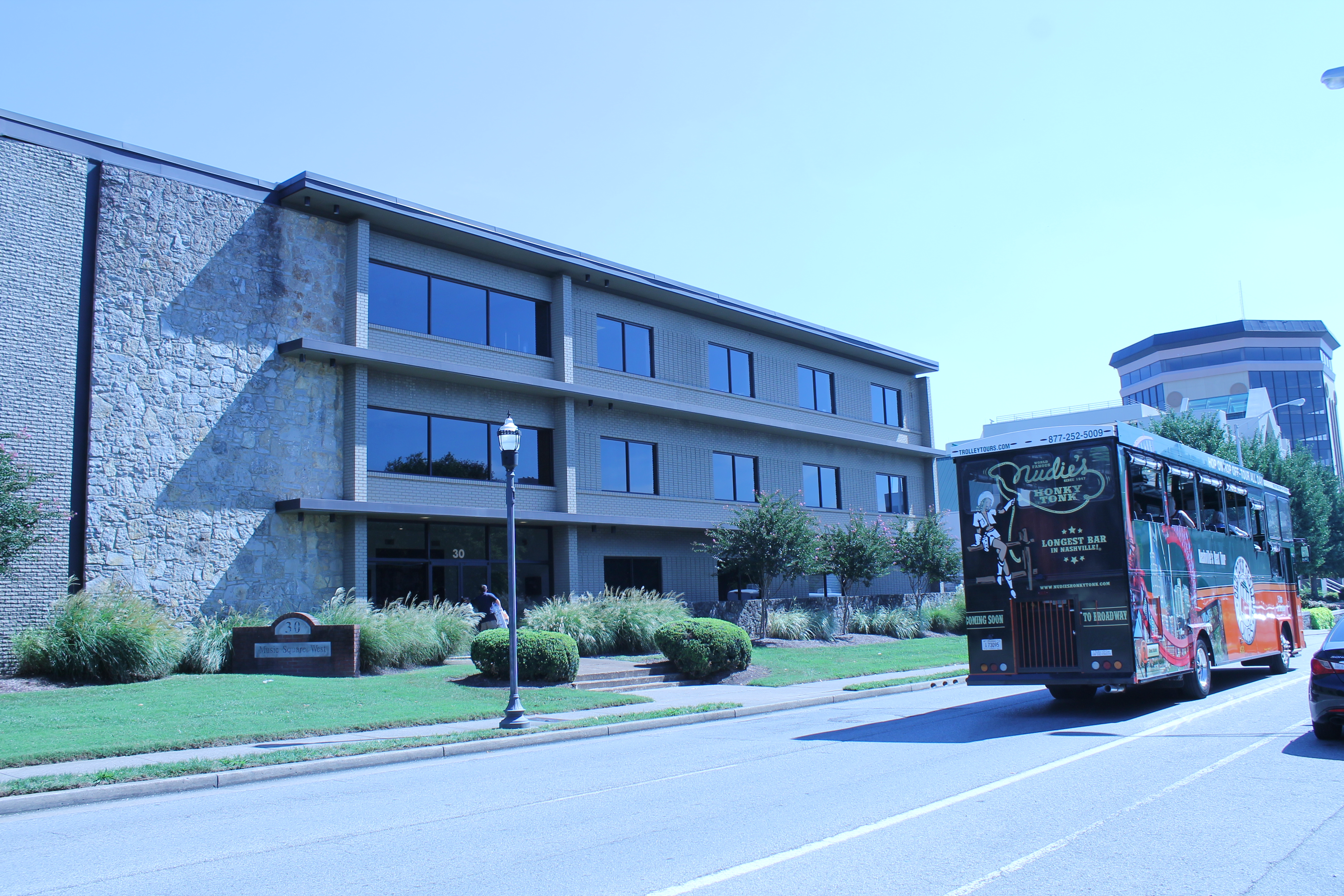
Здание RCA Studio A в 2016 году (в 2017-м слева на фасаде воссоздана оригинальная вывеска 1960-х «RCA Victor Studios» с изображением собаки, заглядывающей в рупор фонографа)

Таким образом компании Bradley Film & Recording Studios, RCA Studios, Decca и Cedarwood стали основой маленького, но сплочённого комьюнити, и с 1957 года Мьюзик-Роу продолжал развиваться, сделав Нэшвилл признанным центром музыки кантри. Однако этот международный статус он завоевал не сразу — в 1960 году многие компании вроде WSM и Grand Ole Opry, издательств Tree Music Publishing, Moss-Rose, Acuff-Rose Publications и Hickory Records ещё располагались за его пределами. Лейбл Starday Records и издательство Pamper Music и вовсе находились в пригородах Нэшвилла. Интерес крупных лейблов к Мьюзик-Роу усилился в начале 1962 года, когда Columbia заплатила около $300 тыс. за ангар Quonset Hut Studio братьев Брэдли и прилегающую недвижимость. На замену расположенной в доме оригинальной Studio A (с которой в 1955 году начался Мьюзик-Роу), компания возвела новую, получившую название Columbia Studio A. В 1963 году профессиональный журнал Broadcasting уже сообщал, что половина всех музыкальных записей США делалась в Нэшвилле. Двумя годами позже Чет Аткинс и братья Брэдли открыли на Мьюзик-Роу ещё одну студию — RCA Studio A, которая была просторней RCA Studio B и позволяла удобнее записывать актуальные в эпоху Нэшвилл-саунда струнные и духовые оркестры.
На этом этапе кантри-индустрия вышла на пиковую мощность, и большинство новых предприятий стали открываться к северу от Columbia. К 1965 году там уже находилось несколько лейблов (RCA, Columbia, Decca, Capitol, Mercury, ABC-Paramount), музыкальных издательств (Cedarwood, Hill & Range, Tree, Al Gallico, Moss-Rose, New Keys); букинг-агентств (Wil-Helm, Hubert Long) и организаций по управлению авторскими правами (BMI и SESAC). В 1967 году в бывшем Роуз-парк на северном окончании 16-й авеню открылся Зал славы и музей кантри, привлекавший вскоре сотни тысяч туристов. Благодаря ему в течение нескольких последующих лет улицу Деманбреан, соединяющую Мьюзик-Роу с даунтауном, заполонили сувенирные магазинчики, мотели и аттракционы для гостей Нэшвилла. Музыкальный гигант Atlantic Records открыл свой первый офис в Нэшвилле в 1972 году. Тогда же из другой части города на Мьюзик-Роу переехало ещё одно общество по управлению авторскими правами — ASCAP. При этом на тот момент в районе не было высоких зданий — только четыре квартала двух- и трёхэтажных особняков и пара таких же офисных комплексов.
Первые два высотных офисных комплекса появились на Мьюзик-Роу в середине 1970-х годов. Первый — United Artists Tower — задумывался как штаб-квартира The Jordanaires, но был продан из-за высоких издержек и прочих сложностей. Название он в итоге получил в честь своего крупнейшего раннего арендатора — United Artists. В последующие годы в нём располагалась редакция журнала Music City News и другие организации, включая студии звукозаписи. Второе здание — Four Star Buliding — предназначалось для лейбла 4 Star Records, желавшего объединить в одном строении процессы сочинения, записи и издания музыки. Однако компания обанкротилась и объект переделали под обычные офисы (долгое время в нём располагался, например, нэшвиллский филиал журнала Billboard). В дальнейшем строение стало известно под названием FISI Building в честь находившейся там финансовой компании, а ещё позже его занял телеканал GAC. Тем не менее, поскольку изначально история обоих комплексов сложилась неудачно, это насторожило застройщиков и с 1975 по 1988 год на Мьюзик-Роу было возведено всего одно большое здание.
Между тем судьба Мьюзик-Роу всегда зависела от успеха местных подразделений крупных корпораций. Пока музыка кантри оставалась нишевым, но стабильно прибыльным бизнесом, поддержка подобных филиалов центральными офисами была умеренной. Однако в начале 1990-х годов произошёл бум этого жанра и валовая выручка кантри-индустрии выросла в четыре раза — с $500 млн в 1989-м до более чем $2 млрд к 1994-му — и во многом благодаря усилиям нэшвиллских отделений. В связи с этим Мьюзик-Роу стал объектом пристального внимания международных конгломератов из Германии (Bertelsmann Music Group, тогда владельцев RCA и Arista), Англии (Thorn-EMI, владельцев Capitol), Голландии (PolyGram, в то время хозяев Mercury), Японии (Sony) и Канады (Seagram, тогда владели MCA).
В результате между 1988 и 1995 годами крупные здания возникли по всему Мьюзик-Роу. В это время строили новые или увеличивали существующие площади такие компании как BMG, Warner-Chappell, EMI Music, Opryland Music Group, Mercury, MCA, Warner Bros, Sony/ATV/Tree Music, PolyGram Music и Welk Music. Имевшая годами офисы в Нэшвилле Curb Records перенесла на Мьюзик-Роу штаб-квартиру из Калифорнии. Аналогичный процесс шёл среди некоммерческих организаций — CMA, NARAS, ASCAP и SESAC и BMI. Последняя перевела в город головной офис, быстро разросшийся с 33 до более чем 400 человек в новом шестиэтажном здании. В то же время Sony Music, купив Epic и Columbia, отреставрировала и расширила старое здание последней (то самое, где братья Брэди положили начало Мьюзик-Роу). Однако знаменитые Quonset Hut и Columnia Studio A на тот момент уже были переделаны под офисы — это произошло с подачи CBS ещё в начале 1980-х годов. Усилия по возвращению им первозданного вида начались только в 2000-е, когда их, равно как и RCA Studio B, выкупил бизнесмен Майк Кёрб.

### Современное состояние
К 1998 году пять из шести крупнейших звукозаписывающих конгломератов владели строениями на Мьюзик-Роу: Warner Bros. (там же находились дочерние Reprise Records и Warner Alliance), Mercury, BMG (RCA, Arista, и BNA), MCA, и Sony (Columbia, Epic, Monument и Lucky Dog). Однако новое тысячелетие оказалось не слишком благоприятным для музыкального бизнеса в целом и для филиалов в Нэшвилле в частности — падение продаж неизбежно повлекло за собой сокращения штатов и слияние подразделений. Таким образом после череды слияний и поглощений гигантов осталось четверо и к 2010 году только два из них имели адреса на Мьюзик-Роу — Warner Bros. (Atlantic, Reprise и христианский лейбл Word) и Sony Music Nashville.
В 1997 году Disney и DreamWorks SKG основали на Мьюзик-Роу лейблы Lyric Street Records и DreamWorks Records, начав выпускать кантри-продукцию, но оба к середине 2000-х годов съехали в другие районы. Бывший руководитель DreamWorks Скотт Борчетта возглавил собственный Big Machine Records (запустивший карьеру Тейлор Свифт), а также Show Dog Records, принадлежащий Тоби Киту. Компании находились на Мьюзик-Роу, но позднее Show Dog переехала за его пределы. В 2008 году Big Machine учредила Valory Music Company, а в следующем году совместно с Republic Records, основала на Мьюзик-Роу Republic Nashville. Перемены происходили и в некоммерческом секторе: Международная ассоциация блюграсса (IBMA) в 2003 году перенесла на Мьюзик-Роу свою штаб-квартиру из Кентукки, а Nashville Songwriters Association International (NSAI) в 2005 году переехала в нейборхуд из мидтауна. Зал славы и музей кантри в 2001 году покинул Мьюзик-Роу, перебравшись в даунтаун.
Наибольший рост Мьюзик-Роу в новом тысячелетии связан с появлением кругового перекрёстка Бадди Киллен-Сёркл (создан пересечением Восточной и Западной Мьюзик-сквер с Дивижн и Деманбреан) со скандальной композицией Musica из девяти обнажённых статуй в центре. Прилегающие окрестности преобразилась по мере того как сувенирные магазины уступили место модным барам, бутикам, кофейням и банкам, а в 2009 году неподалёку возник высотный кондоминиум. Между тем из-за экономического кризиса и наводнения в Теннессии 2010 года бизнес покинул здание UA Tower и к лету 2011 оно фактически опустело. Рецессия замедлила экспансию университетов Вандербильта и Бельмонт, ранее скупавших на Мьюзик-Роу недвижимость. В след за индустрией в целом, нейборхуд испытывает экономический спад, а его обитатели ищут новые бизнес-модели, которые позволят Нэшвиллу остаться центром кантри и христианской музыки и продолжать развитие в качестве «Города музыки». Хотя некоторые компании переехали в другие районы, здесь всё ещё остаётся множество креативных площадок вроде Allentown Studios (известная по записям Гарта Брукса, Триши Йервуд и Кристал Гейл).

## Характерные особенности

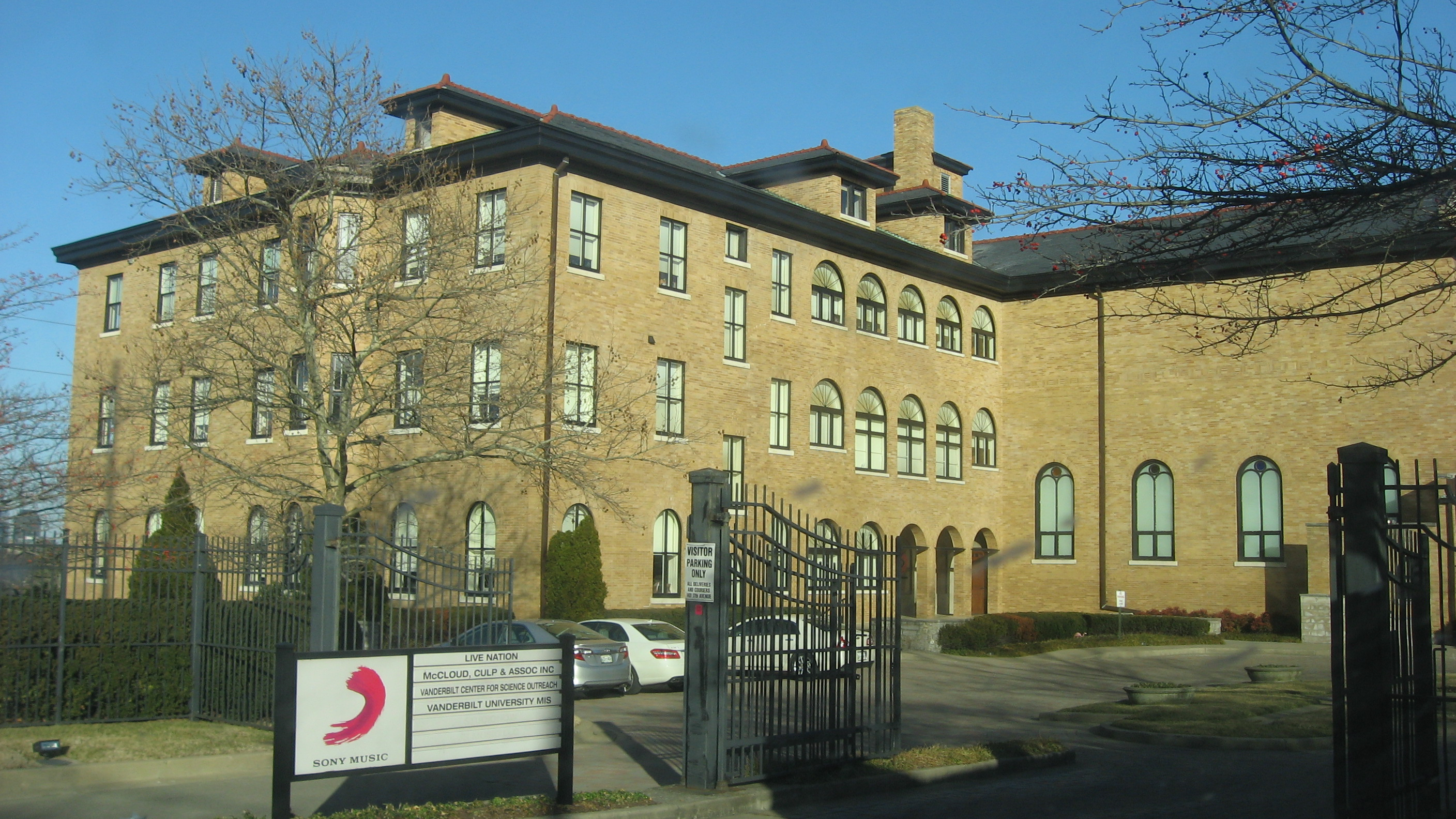
Здание Little Sisters of the Poor Home for the Aged, построенное в 1916 году католическим орденом Little Sisters of the Poor для оказания помощи нищим старикам. С конца 1990-х использовалось музыкальной индустрией, в частности, Sony Music, как офисное. С 2014 года принадлежит Университету Вандербильта.

Мьюзик-Роу открыт для свободного посещения — гиды охотно показывают гостям места расположения студий и офисов артистов, а поклонники каждое утро ходят по улицам в поисках звёзд. Вместе с тем индустрия старается поддерживать определённую дистанцию с публикой и не превращать район в сувенирную лавку или витрину. Иногда фанаты заглядывают в офисы исполнителей в надежде застать их на месте, но такое поведение все же не приветствуется. Нейборхуд является прежде всего зоной для комфортной работы — местом, где серьёзный корпоративный бизнес можно делать в домашней атмосфере, а звёзды и управленцы должны спокойно передвигаться на работу и обратно. Поэтому чрезмерных усилий по привлечению туристов не предпринимается, и на Мьюзик-Роу присутствует выраженное разграничение «свой-чужой».
Застройка на Мьюзик-Роу преимущественно малоэтажная и современные офисы из стекла и металла, возведённые в 1970-е и 1980-е годы, соседствуют со старыми двухэтажными особняками, переоборудованными в уютные офисы. Такая практика использования уже существующих жилых резиденций под новые нужды активно применяется на Мьюзик-Роу многие десятилетия — со времён открытия самой первой студии братьев Оуэна и Гарольда Брэдли. Местная архитектура носит гибридный характер — в ней смешивается эстетика загородного бизнес-парка, нейборхуда начала XX века и сельского китча. «Сельские жители приехали в город, но по-прежнему тоскуют по дому» и «большой бизнес, которому неуютна сама идея большого бизнеса» — такими метафорами описывает этот стиль архитектурный критик и искусствовед Кристин Крейлинг.
В отличие от Лос-Анджелеса или Нью-Йорка, индустрия здесь сосредоточена в шаговой доступности, что позволяет назначать деловые встречи каждый час и ходить на них пешком. Улицы Мьюзик-Роу усажены деревьями, а сам район имеет атмосферу кампуса или маленького городка. Подобному ощущению комьюнити способствует и соседство с университетами Вандербильта и Бельмонт. Хотя Мьюзик-Роу больше не является традиционным профессорским нейборхудом, которым он был в конце XIX — начале XX века, в нём остались небольшие частные владения, аллеи и переулки, напоминающие о жилом секторе эпохи до появления автомобиля. Такая неформальная атмосфера является неотъемлемой частью творчества на Мьюзик-Роу и легенды «Города музыки» о том, что миллионы можно зарабатывать покачиваясь на качелях на крыльце своего дома с гитарой в руках.
Несмотря на роль креативного центра, Мьюзик-Роу никогда не был популярным местом для концертов. Хотя здесь сосредоточены сотни вокалистов и музыкантов, кроме нескольких тесных баров живую музыку в районе найти сложно. Такие заведения в основном находятся за его пределами — в окрестностях Opryland, на Бродвее, отрезках Второй и Четвёртой авеню в даунтауне; традиционно их много на Уэст-Энд авеню/Элистон-Плейс. Недвижимость на Мьюзик-Роу принадлежит не только компаниям, но и связанным с музыкальной индустрией частным лицам, среди которых семья Брэдли, наследники Чета Аткинса, Рэй Стивенс, Майк Кёрб, Дейл Моррис (менеджер Кенни Чесни и Мартины Макбрайд), Гарт Брукс, Дэйн и Дел Брайант (сыновья известных авторов песен Будло и Фелис Брайант) Пэм Льюис (одна из оригинальных менеджеров Брукса), Брэд Пейсли, Риба Макинтайр, Кристал Гейл, автор песен Крэйг Вайзман и Бабрара Орбисон (вдова Роя Орбисона).

## Проблема сноса объектов
Начиная с 2000-х годов фирменная атмосфера Мьюзик-Роу оказалась под угрозой из-за строительного бума в Нэшвилле, который сопровождается сносом старых домов. Катализатором такого поворота дел послужило закрытие парка развлечений Opryland в 1998 году и переезд в даунтаун Зала славы и музея кантри в 2001-м, что привело к изменению маршрутов экскурсий и оттоку туристов. Вслед за ними район покинул и туристический бизнес — мотели, сувенирные магазины и небольшие музеи. На их месте стали возникать роскошные отели, апартаменты и кондоминиумы, а власти начали пересматривать приоритеты развития района. Поскольку туристы в значительной мере воспринимались музыкальной индустрией как отвлекающий фактор, то комитет по развитию Мьюзик-Роу тогда поддержал подобные перемены. При этом, поскольку нейборхуд включает разнородные здания, то он не может быть признан исторически значимым целиком. Присвоение же такого статуса отдельным строениям требует согласия их владельцев. В итоге 3/4 объектов на Мьюзик-Роу не имеют какой-либо защиты от уничтожения. Ситуацию усугубляет и отсутствие у нейборхуда официальных границ и его престижное расположение, что делает территорию крайне привлекательной для застройщиков.
Проблема привлекла широкое внимание в 2014 году, когда едва не была снесена знаменитая RCA Studio A. В последний момент студия была выкуплена у застройщика группой неравнодушных бизнесменов и затем внесена в Национальный реестр исторических мест США (NRHP). Среди других вовремя спасённых объектов — Quonset Hut Studios, Columbia Studio A, RCA Studio B, которые приобрёл и отреставрировал филантроп Майк Кёрб. Ещё одной заметной победой энтузиастов на этом поприще стало включение в NRHP студии House of David при содействии её владельца — продюсера Дэвида Бриггса. В 2015 году авторитетная некоммерческая организация по охране культурного наследия National Trust for Historic Preservation определила Мьюзик-Роу как национальное достояние. На следующий год Служба национальных парков США одобрила подготовленное местными экспертами исследование исторической значимости нейборхуда, что должно упростить включение в NRHP других заслуживающих охраны строений. Согласно этой работе, всего в районе находятся 65 таких объектов; на 2019 год в реестре числись лишь четыре. Наряду с упомянутыми выше RCA Studio A и House of David, это RCA Studio B а также бывший офис Sony Music — Little Sisters of the Poor Home for the Aged.
Несмотря на общественный резонанс истории с RCA Studio A, застройка и снос объектов в последующие годы продолжились. Так, с 2013 по 2018 год в районе уничтожено 43 различных здания. Между тем в 2019 году результатом пятилетней работы различных интересантов и городских властей стал предварительный план развития Мьюзик-Роу. Нейборхуд планируется разделить на зоны низкой (резиденции и торговля), средней (элитная недвижимость и творческие офисы) и высотной застройки (для гигантов вроде Sony и Universal). Нежелательные здесь прежде кафе, кофейни, бары, рестораны и концертные площадки получат зелёный свет и приоритет, а сам Мьюзик-Роу должен стать «районом культурной индустрии» с мемориальными досками и вновь привлечь туристов. Отдельные надежды эксперты возлагают на проект закона штата Теннесси, который позволит владельцам исторически значимых домов получить 30 % налоговые льготы при условии сохранения и реставрации своих объектов (Теннесси остаётся в числе 15 штатов, где такой акт ещё не был принят).

## Достопримечательности

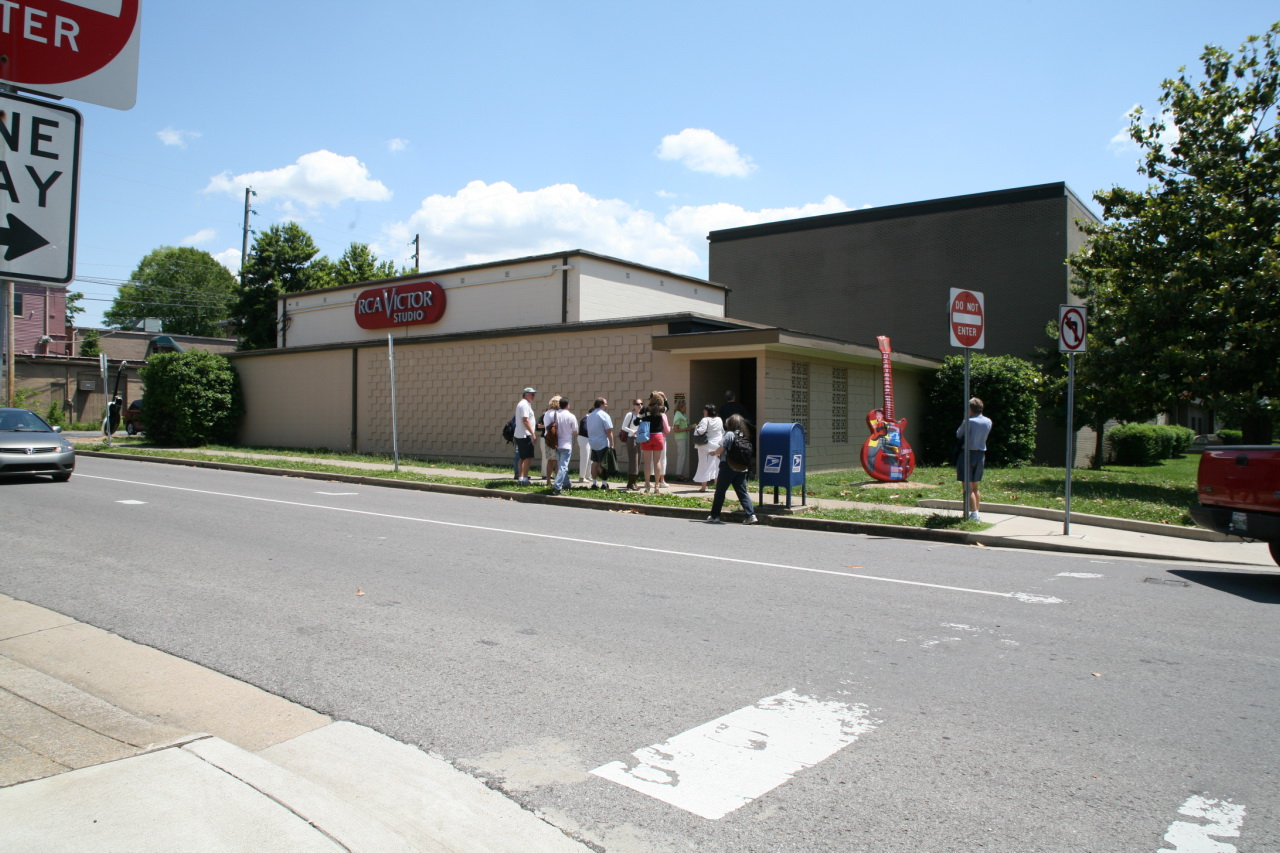
Вход в RCA Studio B

В числе достопримечательностей на Мьюзик-Роу находится RCA Studio B, построенная в 1957 году. Студия является одним из наиболее знаменитых объектов нейборхуда, колыбелью Нэшвилл-саунда и местом, где записывали свои хиты Элвис Пресли, Рой Орбисон, Уэйлон Дженнингс и многие другие исполнители. С 1977 года она не активна и служит историческим и образовательным объектом под управлением Зала славы и музея кантри.
По соседству со Studio B находится её менее знаменитая родственница — RCA Studio A, открытая в 1965 году Четом Аткинсом, Оуэн и Гарольдом Брэдли. В её стенах среди прочих записывались Долли Партон, Тони Беннетт, Вилли Нельсон, Oak Ridge Boys, Миранда Ламберт и Кит Урбан. В 2014 году студия была спасена от сноса и затем перешла под управление продюсера Дэйва Кобба. В отличие от Studio B, она по-прежнему действует. Только в 2019 году сразу 12 работ (песен или альбомов), записанных в её стенах, были номинированы на премию «Грэмми».
По-прежнему существует место, с которого начинался Мьюзик-Роу — Quonset Hut Studio / Columbia Studio A братьев Оуэна и Гарольда Брэдли. За прошедшие годы в этих студиях записывались такие артисты как Боб Дилан, Элвис Костелло, Линн Андерсон, Рэй Прайс, Пэтси Клайн, Джонни Кэш и Джун Картер (в 1982 году комплекс был переоборудован под офисы, но в 2007-м выкуплен и восстановлен Майком Кёрбом; Quonset Hut Studio вновь открылась в 2009-м, а Columbia Studio A — в 2014-м). Теперь обе студии используются для обучения студентов Университета Бельмонт.
На Мьюзик-Роу также присутствуют локации, названные в честь знаменитых артистов и деятелей кантри-индустрии — улицы Рой Экафф-Плейс, Чет Аткинс-Плейс и парк Оуэна Брэдли. В последнем расположена скульптура, изображающая самого продюсера сидящим за роялем. Напротив него, на круговом перекрёстке Бадди Киллен-Сёркл, названном в честь музыкального издателя, находится масштабная работа Musica авторства Алана Леквайра, олицетворяющий дух креативности. Она представляет собой композицию из девяти обнажённых человеческих фигур в натуральную величину и со всеми анатомическими подробностями, изображённых в раскрепощённом языческом танце. По религиозным, нравственным и эстетическим причинам, скульптура после появления в 2003 году вызвала недовольство некоторых представителей христианской общественности и музыкальной индустрии.

## Расположение в городе
Несмотря на своё название, центр кантри-индустрии на самом деле не «ряд», а нейборхуд, образованный пересечением нескольких улиц, по которым между сессиями передвигаются звёзды, агенты, издатели и продюсеры, создающие музыку консервативной Америки. Общая площадь Мьюзик-Роу составляет примерно 0,8 км², а протяжённость около 2,1 км в длину и 0,6 км в ширину. Таким образом, район по размеру сравним с одной из зон Центрального парка города Нью-Йорка, а его основные достопримечательности можно при желании обойти пешком за час. Мьюзик-Роу находится возле северо-западной границы даунтауна, и отделён от него железной дорогой и трассой Interstate 40. Дистанция между Мьюзик-Роу и центром даунтауна составляет всего около трёх километров.
Центром Мьюзик-Роу являются 16-я и 17-я Южные авеню. Их северные окончания называются Восточной Мьюзик-сквер и Западной Мьюзик-сквер в соответствии с присущей им специфической культурой и торговлей. Помимо них, нейборхуд включает 16-ю, 17-ю, 18-ю и 19-ю Южные авеню и пересекающие их МакГэвок, Рой Экафф-Плейс, Чет Аткинс-Плейс, Гранд (переходит в Южную Мьюзик-сквер между 16-й и 17-й Южными авеню), Хортон, Эджхилл, Хокинс, Саут-стрит, и отрезки Дивижн и Деманбреан. На южной границе района находится улица Веджвуд; на северной — МакГэвок; на восточной — Восточная Мьюзик-сквер (после пересечения с Гранд переходит в Южную 16-ю авеню) и на западной — Южная 20-я авеню. Также в него входят различные улицы Мьюзик-Сёркл (Южная, Северная и Восточная).

## Полезные ссылки
- Historic Music Row: Nashville’s Creative Crossroads — онлайн-выставка Зала славы и музея кантри (2021)